# Soloe fumipennis
Soloe fumipennis är en fjärilsart som beskrevs av George Francis Hampson 1910. Soloe fumipennis ingår i släktet Soloe och familjen nattflyn. Inga underarter finns listade i Catalogue of Life.